# Sven Carlsson (konstnär, 1913–1983)

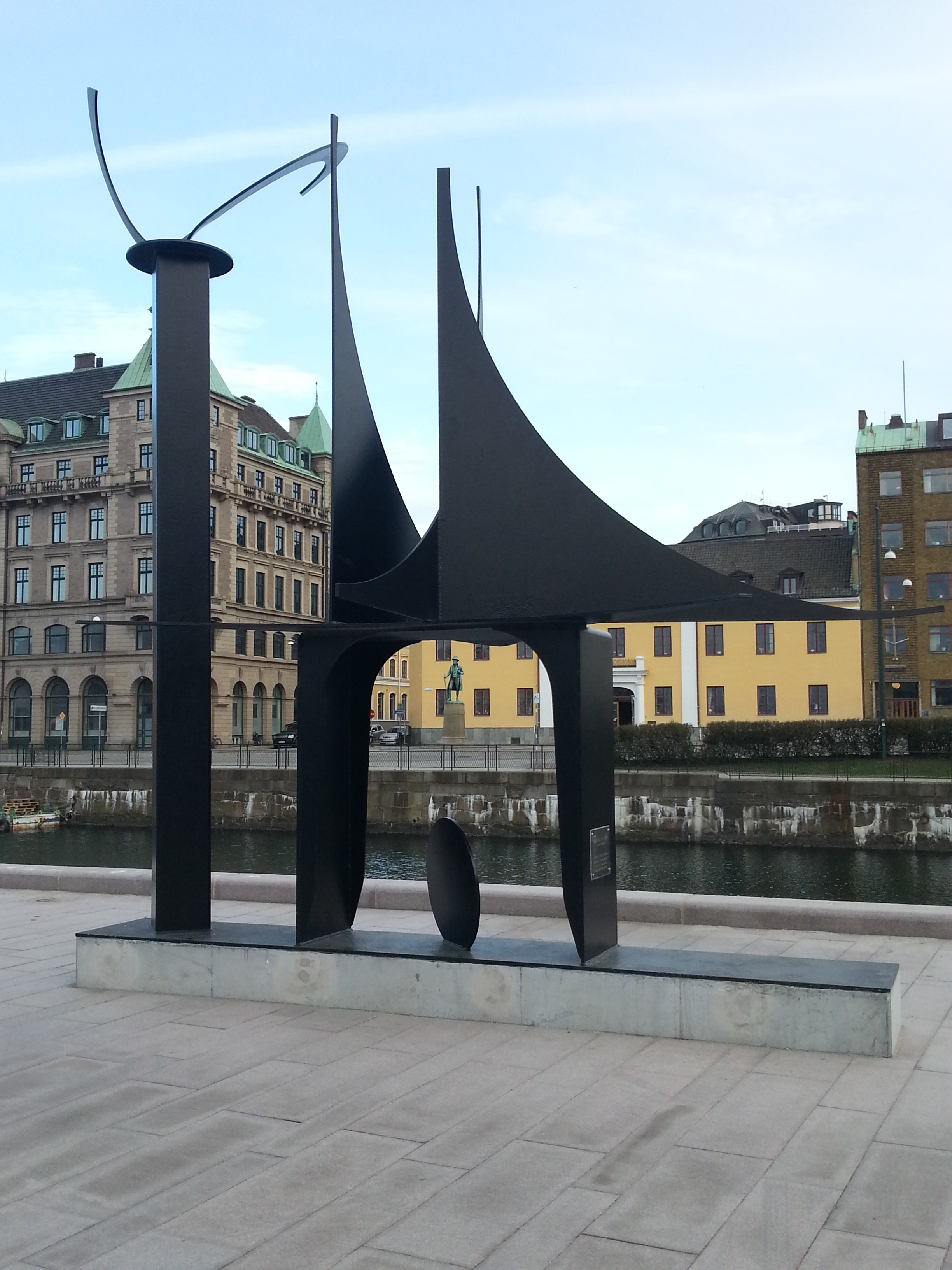
Porten mot kontinenten (1975)

Sven Carlsson, även känd som Skrot Carlsson, folkbokförd Sven Olof Karlsson, född 22 september 1913 i Malmö Sankt Johannes församling, död 2 februari 1983 i Möllevångens församling i Malmö, var en svensk målare, skulptör och skrothandlare. 
Carlsson arbetade med skulpturer av järn och trä samt svartvita målningar. Carlsson är representerad vid Malmö museum, Moderna museet och Visby museum.

## Offentliga utsmyckningar
- 1973 – Delfiner, Södra Promenaden 23 (sedan 2005, tidigare varit placerad på Södertull) i Malmö (järnplåt/granit)
- 1975 – Port mot kontinenten, Bagers plats vid Hjälmarebron i Malmö (järnplåt/granit)